# Mein Odem ist schwach, BWV 222
 Mein Odem ist schwach, BWV 222 (L'alè de la meva vida està fallant) és una cantata – atribuïda inicialment a Johann Sebastian Bach. D'autor desconegut, la música és de Johann Ernest Bach. En el catàleg de Bach correspon a 222/Anh. II 23.

## Discografia seleccionada
- The Apocryphal Bach Cantatas BWV 217-222. Wolfgang Helbich, Steintor Barock Bremen, Alsfelder Vokalensemble, Johanna Koslowsky, Kai Wessel. (CPO), 1992.